# Franklin Rosemont

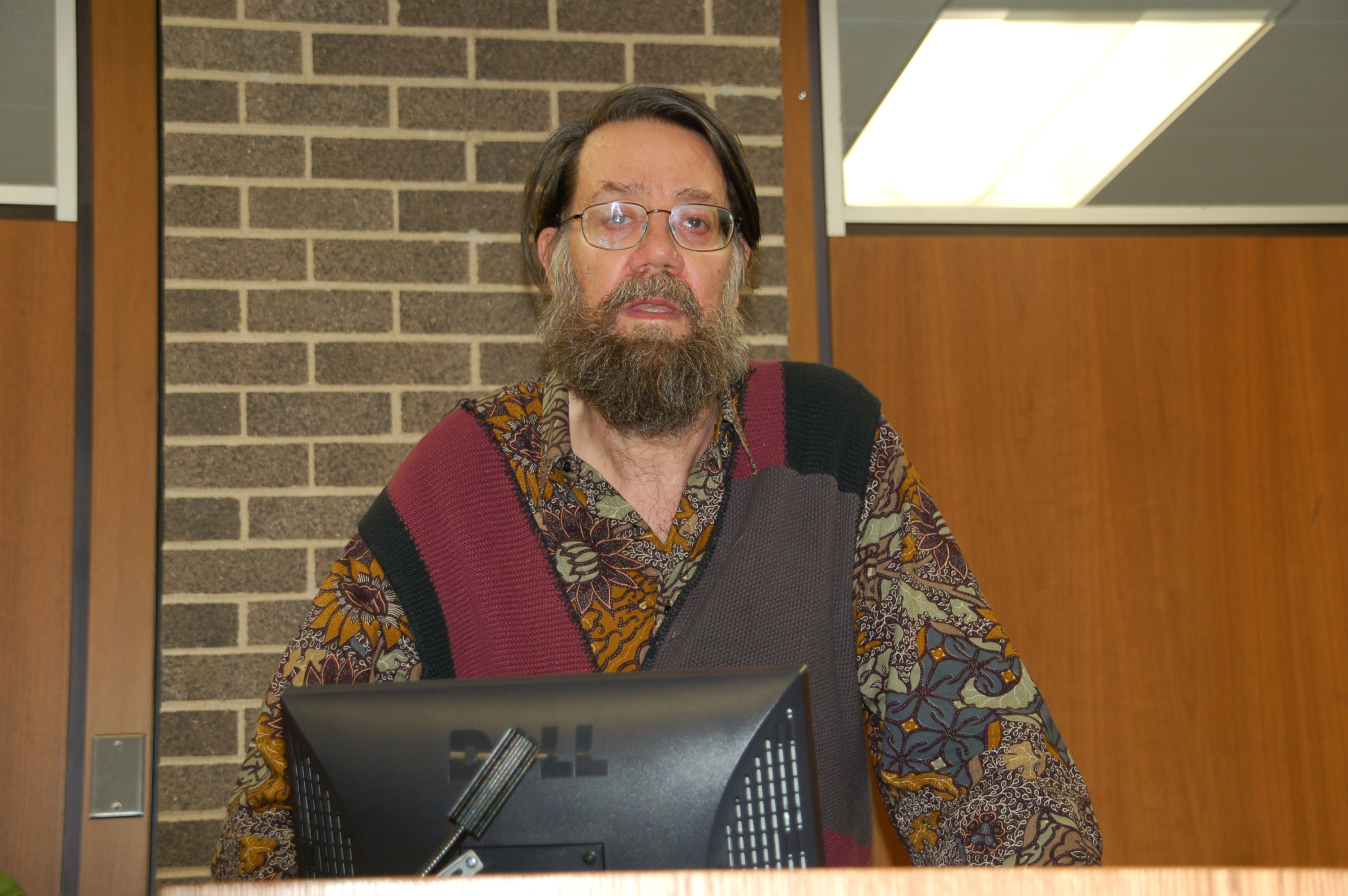
Franklin Rosemont bei einem Vortrag an der Loyola University Chicago 2007.

Franklin Rosemont (* 2. Oktober 1943 in Chicago, Illinois; † 12. April 2009 ebenda) war ein amerikanischer Anarchist, Dichter, Künstler und Mitgründer der Chicago Surrealist Group.

## Leben
Franklin Rosemont wurde 1943 als Sohn eines Gewerkschafters und einer Jazzmusikerin geboren. Im Alter von sieben Jahren wurde er wie seine Eltern Mitglied der Gewerkschaft Industrial Workers of the World. Beeinflusst von Jack Kerouac und anderen Autoren der Beat Generation, machte er sich im Alter von fünfzehn Jahren per Anhalter auf nach Kalifornien, wo er Lawrence Ferlinghetti und andere traf. An der Roosevelt University in Chicago studierte Rosemont Anthropologie, brach das Studium jedoch ab und begab sich für längere Zeit nach Paris, wo er den Begründer des Surrealismus André Breton traf.
Zurück in Amerika gründete Rosemont gemeinsam mit seiner Frau die Chicago Surrealist Group, die Kunst und Dichtung mit radikaler Politik verband. Franklin Rosemont publizierte zur Geschichte der Arbeiterbewegung und zum Surrealismus mehrere Arbeiten, darunter Joe Hill, the IWW & the Making of a Revolutionary Workingclass Counterculture und Jacques Vaché and the Roots of Surrealism.